# نظریه‌های اتر
نظریه‌های اتر در فیزیک چنین پیشنهاد می‌دهند که رسانه‌ای به نام اتر (از واژه یونانی αἰθήρ به معنی هوای بالا، هوای خاص وتازه) وجود دارد که، ماده یا میدانی که فضا را پر کرده‌است و گمان می‌رفت که وجودش به عنوان رسانه انتقال برای انتشار نیروهای الکترومغناطیس یا گرانشی ضروری است. نظریه‌های اتر مفاهیم مختلفی برای این رسانه و ماده ارائه داده‌اند. مفهوم اتر عصر نوین با واژه کهن اتر که از عناصر طبیعی محسوب می‌شد، شباهت چندانی ندارد. از زمان پیدایش نظریه نسبیت خاص، نظریات شامل اتر از فیزیک نوین کنار گذاشته شدند و با مدل‌های انتزاعی‌تری جایگزین شدند.